# Sebastian Paul Brock
Sebastian Paul Brock (* 24. Februar 1938 in London) ist ein englischer Syrologe.

## Leben
Er besuchte das Eton College, schloss sein BA-Studium an der University of Cambridge und ein DPhil in Oxford ab. Er erhielt eine Reihe von Ehrendoktortiteln und wurde vom syrisch-orthodoxen Patriarchen mit der Medaille des Heiligen Ephrem des Syrers sowie mit der Leverhulme-Medaille und der Medaille der British Academy ausgezeichnet. 
Er ist verheiratet mit Helen Hughes-Brock, einer Archäologin, die sich auf das minoische Kreta und das mykenische Griechenland spezialisiert hat. Er ist Fellow der British Academy. Er erhielt 2009 die Leverhulme-Medaille und den Preis der British Academy.

## Schriften (Auswahl)
- The Syriac version of the Pseudo-Nonnos mythological scholia. Cambridge 1971, ISBN 0-521-07990-X.
- Syriac perspectives on late antiquity. London 1984, ISBN 0-86078-147-X.
- Studies in Syriac Christianity. History, literature and theology. Hampshire 1992, ISBN 0-86078-305-7.
- The luminous eye. The spiritual world vision of Saint Ephrem. Kalamazoo 1992, ISBN 0-87907-524-4.